# SMS Fasana
La SMS Fasana è stata una corvetta a propulsione mista vela-vapore della k.u.k. Kriegsmarine in servizio attivo tra il 1871 e il 1897. Ceduta alla Regia Marina dopo la fine della prima guerra mondiale fu demolita in Italia nel 1920.

## Storia
La costruzione della corvetta lignea SMS Fasana, su progetto dell'ingegnere Josef Romanko, fu ordinata presso lo Stabilimento Tecnico Triestino di Trieste e l'unità fu impostata il 29 dicembre 1869, varata il 1º settembre 1870, completata nel 1871 entrando in servizio effettivo nella k.u.k. Kriegsmarine il 5 luglio dello stesso anno.

## Descrizione tecnica
La SMS Fasana era una corvetta di costruzione mista che dislocava 2.461 tonnellate a pieno carico, era lunga 68,26 m fuori tutto, larga 11,70 m, e con un pescaggio di 5,78 m (6,20 m a pieno carico). L'apparato propulsivo si basava su una macchina a 2 cilindri orizzontali STT Fiume e 4 caldaie a 16 focolari che erogavano una potenza massima di 1.590 ihp. Esso muoveva un'elica bipala Griffith del diametro di 4,72 m. La superficie velica, ripartita su tre alberi a vele quadre più bompresso e randa, raggiungeva i 1.733,29 m². La velocità massima raggiungibile era pari a 12 nodi, a 75 giri di macchina. L'armamento iniziale si basava su 2 pezzi singoli da 210 mm, e 4 cannoni da 8 libbre. Esso fu modificato nel 1880 con l'installazione di 4 pezzi Krupp da 150 mm e 3 cannoni Uchatius da 70 mm.

## Impiego operativo
La corvetta Fasana entrò in armamento a Pola il 4 luglio 1871, e il giorno dopo, al comando del Linienschiffskapitän Moritz Ritter von Funk, salpò per Trieste e da quel porto, il 18 luglio, partì per Suez dove arrivò il 20 luglio. In seguito la nave proseguì la sua crociera. per l'Asia Orientale, Siam, Cina e Giappone toccando i porti di Aden, Singapore, Hong Kong, Shangai, Yokosuka, Nagasaki, Shimonoseki, Yokohama, Manila, Saigon, Batavia, Macao, Chefoo, Canton, Hanoi e sulla via del ritorno Ceylon e Bombay, ritornando a Pola il 24 marzo 1873 dove la corvetta fu posta in riserva il 1º aprile seguente.
Il 18 agosto 1873, con a bordo un nuovo equipaggio, salpò per una nuova crociera nel Mediterraneo occidentale raggiungendo Barcellona, Tarragona, Valencia, Malaga, Gibilterra, e Messina, ancorandosi nella rada di Pola il 14 giugno 1874, ed entrando in cantiere per i necessari lavori di raddobbo il 20 dello stesso mese.
Nel corso del 1878 le usurate caldaie vennero rimpiazzate da nuove. 
Il 6 maggio 1879 la Fasana fu inviata a Cattaro in sostegno delle truppe austroungariche, eseguendo poi una crociera nelle isole greche del Mare Egeo per ritornare a Pola l'8 gennaio 1880.
Il 4 ottobre dello stesso anno partì, al comando del Linienschiffskapitän Alphons Ritter von Henriquez, per compiere una crociera nel Nord e Sud America, e nelle Indie occidentali con a bordo i cadetti di Marina, toccando nel viaggio di ritorno la Gran Bretagna e arrivando al porto di Pola il 10 novembre 1881.
Il 1º settembre 1887, al comando del Linienschiffskapitän Emil Edler von Wohlghemuth, salpò per compiere una nuova crociera addestrativa con i cadetti di marina, tra cui l'arciduca Leopoldo, e di studi etnografici e botanici in Asia orientale. La Fasana fece scalo nei porti di Suez, Aden, Karachi, Bombay, Colombo, Madras, Calcutta, Rangoon, Penang, Singapore, Batavia, Hong Kong ed in Giappone, mentre al ritorno toccò Manila, Saigon e Bangkok, dove ospitò in una visita di cortesia il re del Siam Chulalongkorn. Il 2 marzo 1889 rientrò a Pola dopo aver percorso 21.436 miglia, delle quali 12.868 navigando a vela, 7.913 a vapore e 655 a vapore e vela, consumando un totale di 1.738 tonnellate di carbone.
Il 21 settembre 1889 salpò nuovamente da Pola al comando del Linienschiffskapitän Rudolf Berghofer per compiere una crociera di addestramento cadetti intorno al mondo, effettuando scali principali a Gibilterra, Bahia, Rio de Janeiro, Montevideo, attraversando lo stretto di Magellano per navigare nell'Oceano Pacifico compiendo soste a Valparaíso, Punta Arenas, Tahiti, Nuova Guinea, Timor, Batavia e Aden, e dopo aver passato il canale di Suez ritornò a Pola il 20 dicembre 1890. 
Il 1º settembre 1891, al comando del Linienschiffskapitän Friedrich Schweisgut, salpò per una nuova crociera oceanica per l'addestramento dei cadetti simile alla precedente, stavolta effettuando una scalo a San Francisco, dove un marinaio disertò. Il 10 giugno 1892, a 224,9 miglia da Honolulu (Hawaii) il comandante morì e fu sostituito nell'incarico dal suo secondo, il Linienschiffsleutnant Josef Nemling. Il 20 agosto si imbarcò a Yokohama il nuovo comandante, il Korvettenkapitän Julius Riper, giunto in Giappone via Stati Uniti d'America.
Il 9 ottobre la Fasana incappò in un tifone al largo dell'isola di Formosa, con visibilità di 100 metri, e rollate di 40°. La corvetta riportò gravi danni al ponte, rimasto 24 ore sommerso, e danni all'apparato propulsivo ed all'armamento velico. Il 5 novembre la Fasana arrivò ad Hong Kong navigando a vela, venendo rimorchiata in cantiere per eseguire urgenti lavori.
Ritornò a Pola il 14 febbraio 1893 dopo aver percorso 35.831 miglia delle quali 27.100 a vela, 8.020 a motore e 711 a vela e motore.
Il 2 settembre dello stesso anno partì da Pola per un nuovo viaggio addestrativo e di interesse scientifico e commerciale in India ed Australia, al comando del Linienschiffskapitän Karl Edler von Adamovic. La corvetta effettuò scali principali a Porto Said, Suez, Aden, Bombay, Colombo, Penang, Singapore, Batavia, Melbourne, Sydney, e nel Borneo rientrando a Pola il 5 marzo 1895, dopo aver trascorso 312 giorni in mare 241 giorni nei porti, percorso 28.871 miglia, delle quali 19.479 a vela.
Il 9 marzo fu inviata in cantiere per le necessarie riparazioni. Nel 1896 le caldaie vennero smontate e trasferite a Trieste, mentre le macchine furono sbarcate.
Il 5 agosto 1897 l'unità venne ridotta a pontone ed il 7 agosto fu radiata per essere utilizzata come nave scuola mine e telegrafisti.
Il 7 luglio 1902 venne ridenominata Gamma ed ormeggiata a Fisella, e nel 1914, dopo lo scoppio della prima guerra mondiale, fu utilizzata come deposito mine.
Sopravvissuta alla guerra, nel 1920 fu consegnata al Regno d'Italia, e successivamente demolita.

### Annotazioni
1. ↑  In tedesco per i nomi delle navi, "SMS" significa Seiner Majestät Schiff ("Nave di Sua Maestà").
2. ↑  Scopo di tale lungo viaggio era quello di instaurare rapporti commerciali tra l'Impero austro-ungarico e quei paesi.
3. ↑  Rientrò a Pola dopo aver percorso 33.838 miglia delle quali 27.707 a vela, consumando 1.110 tonnellate di carbone.
4. ↑  Fu sepolto nel cimitero cattolico dell'isola.

### Fonti
1. 1 2 3 4 5 6 7 8 9 10 11 12 13 14  Agenzia Bozzo.
2. 1 2 3 4 5 6 7 8 9 10 11 12  kuk Kriegsmarine.
3. 1 2 3 4 5  Gogg 1974, p. 47.
4. 1 2 3 4 5  Chesneau, Kolesni 1979, p. 276.
5. 1 2  Greger 1976, p. 137.